# Urota Lorković-Vokić
| Mladen Lorković, ministar unutarnjih poslova NDH |  | Mladen Lorković, ministar unutarnjih poslova NDH |
| Mladen Lorković, ministar unutarnjih poslova NDH |  | Ante Vokić, ministar oružanih snaga NDH          |

Urota Lorković-Vokić, bio je neuspjeli pokušaj preuzimanja vlasti u NDH koji su organizirali ministar unutarnjih poslova Mladen Lorković i ministar oružanih snaga NDH krilnik Ante Vokić u kolovozu 1944. godine. Cilj urote je bio prelazak NDH na stranu Saveznika. 
Urota se bitno oslanjala na redove HSS-a, do rata središnje, najmasovnije i najutjecajnije hrvatske stranke, koja odlukom njezinog vodstva na čelu s Vladkom Mačekom nije podržavao suradnju s Nijemcima, Talijanima i ustašama.  
Urota se odvijala u vrijeme kada su Rumunjska (23. kolovoza) i Bugarska (8. rujna) prešle na stranu saveznika, te kada je u jeku bila saveznička invazija Normandije; nakon što je postalo jasnim da se zapadni saveznici ne namjeravaju iskrcati na Jadranu i da ne žele surađivati s elementima NDH, urota je propala. 

## Početci urote
Mladen Lorković, obnašajući dužnost ministra vanjskih poslova (kasnije je razriješen dužnosti i premješten na položaj ministra unutarnjih poslova), shvaća da Sile Osovine gube rat i da je vrijeme da NDH prijeđe na stranu Saveznika i objavi rat nacističkoj Njemačkoj. 
Uz suglasnost šefa države Ante Pavelića, ministri Lorković i Vokić stupaju u kontakt s vrhom Hrvatske seljačke stranke, koji su zbog ideološke bliskosti sa zapadnim Saveznicima i međunarodnih veza mogli pokušati dogovoriti prelazak NDH na savezničku stranu. HSS je odbio surađivati u takvom pokušaju ako se ujedno ne osigura smjena Ante Pavelića, te je skovan plan da se postavi Lorkovića na čelo države, koji bi tad objavio proglas o prijelazu NDH na stranu Saveznika, dok bi Vokić osigurao vojnu potporu udara. On se urotio s časnicima Hrvatskog Domobranstva sklonima HSS-u i Vladku Mačeku i ostalima koji nisu podržavali ustaški režim. U stvari, neki izvori govore kako je i sam Maček bio idejni začetnik urote, te da bi on preuzeo vlast u NDH.

## Planovi i tijek urote
Namjera je bila da se snage NDH stave na raspolaganje novoj vladi NDH i budu spremne, zajedno sa srpskim četnicima i možda uz snage NOVJ pružiti otpor njemačkim snagama i dočekati savezničke snage koje su trebale izvršiti invaziju na Balkan i otvoriti drugu bojišnicu u Europi. 
Čini se da je Vokić ostvario neke uspjehe i da je udar bio ostvariv. U redovima domobranstva se praktično neometano širila propaganda koja se vezivala uz HSS, a dosta je časnika surađivalo s Vokićem i Lorkovićem. U kolovozu 1944. godine se čak među domobranima počeo širiti opširni letak HSS-a, radi pripreme širokih redova vojnih snaga za prelazak na stranu Saveznika, koji je podrazumijevao sukob s njemačkom vojnom silom.
Pavelić, izgleda da su ga urotnici obavještavali o svemu, pa onda i o činjenici da Saveznici ne obećavaju suradnju, kao i o činjenici da HSS ne pristaje da Pavelić ostane na čelu NDH - 21. kolovoza 1944. godine obavještava njemačkog veleposlanika Kaschea o postojanju antinjemačke urote, da bi potom 30. kolovoza 1944. godine bila održana sjednica Vlade NDH, na kojoj razrješava Lorkovića i Vokića.
Povjesničari uglavnom smatraju da je Ante Pavelić bio informiran o uroti, i to od samih urotnika. Na sastanku vlade 30. kolovoza 1944. god. je Vokić nastojao sebe braniti implicirajući Pavelića: »Poglavniče, sve što smo učinili, učinili smo prema vašim zapovijedima i s vašim odobrenjem, pa prema tome ne znam zašto bih ja trebao snositi odgovornost.« U sljedećih nekoliko dana uhićeni su i Milutin Jurčić, šef državne policije, nekoliko desetaka vojnih časnika, te nekolicina vođa HSS-a, među njima i Ljudevit Tomašić i Ivanko Farolfi. 
Titovi partizani – koju su kod Britanaca dali negativno mišljenje o razgovorima s urotnicima i time zapravo onemogućili njihov uspjeh – su 1. listopada 1944. godine uhitili istaknutog HSS-ovca Augusta Košutića, koji je djelovao kao osoba za vezu urotnika s NOVJ i britanskim časnicima za vezu na području pod kontrolom partizana.
Vokić i Lorković su završili u Lepoglavi, gdje su i pogubljeni u travnju 1945. godine kad se vojska NDH počela povlačiti s tog područja.
Pavelić je nakon toga 18. rujna 1944. godine posjetio Hitlera, iznijevši mu svoje zahtjeve u svezi vojske. Hitler je prihvatio zahtjeve u svezi jačanja postrojbi NDH i dopustio da se postrojbe Domobranstva i Ustaške vojnice formalno ujedine u Hrvatske oružane snage i ustroje u divizije i korpuse (to je provedeno već s 1. prosincem 1944. god.); ali nije dopustio da postrojbe NDH imaju zasebno zapovjedništvo (funkcija Glavnog zapovjednika NDH je imala tek formalni značaj) nego su postrojbe NDH i nadalje ostale pod zapovijedanjem njemačke vojske.

### Domobranstvo u uroti Lorković-Vokić
Postrojbe Domobranstva činile su temeljnu snagu s kojom je računao Ante Vokić, tada ministar oružanih snaga, u puču Lorković-Vokić. Oporba Paveliću našla je plodno tlo u domobranskim redovima. Suradnji s pučistima odazvali su se pukovnik Ivan Klišanić, umirovljeni general Pero Blašković, zrakoplovni pukovnik Ivan Mrak te mnogi drugi.
Glavni zadatak pukovnika Mraka bio je »da se skinu svi časnici koji su germanofilski nastrojeni«. I ministar Vokić u to se vrijeme nalazio više vani nego u Zagrebu, da obiđe sve jedinice i govori sa svim zapovjednicima. Njegovi govori bili su neka vrsta senzacije, uvijek aludirajući u svojim govorima da će hrvatsko domobranstvo stati protiv svakog koji će biti na putu održanja države, očito alaudirajući na Nijemce.
Zaključeno je da poslije puča Hrvatska seljačka zaštita treba jamčiti javni red i mir, a kao regularna vojska će postati Domobranstvo, kao »Mačekova vojska u nastajanju«. Da bi se razlikovali od ostalih domobrana koji neće pristupiti HSS-u, dogovoreno je da pobunjeni domobrani imaju bijelu traku oko rukava, kao znak raspoznavanja. Zavjerenik Stjepan Trnski je održao i predavanja pred više domobranskih časnika i vojnika u Narti početkom rujna 1944. godine te ih pozvao da se ne predaju partizanima, da ustraju u borbi, jer HSS računa na njih. Da bi zavjereničke pozicije bile jače, trebali su preuzeti na sebe domobranstvo ispod upliva ustaša te razoružati Nijemce, tako da kod iskrcavanja Engleza pučisti prijeđu s domobranstvom na stranu saveznika.
Međutim, pripremane su i alternative, ako akcija kod domobranstva ne uspije. Tako su ponovo pripremani i aktivirani redovi Hrvatske seljačke zaštite koji »svaki dan moraju biti organizirani i spremni«. Postojala je direktiva u HSS-u da treba sprječavati odlazak »naših ljudi u partizane, dok se onome koji prijeđe iz partizana u domobrane, neće ništa dogoditi«. 
Iznenadna propast vođa puča Vokića i Lorkovića djelovala je dvojako. U redovima domobranstva počeo se širiti njihov mučenički kult. Propast planiranog prevrata unijela je veliki strah u redove domobranskih časnika prevratnika tako da su mnogi počeli bježati u partizanske redove: Josip Broz Tito je uputio javni poziv domobranima da najkasnije do 15. rujna prijeđu u redove NOVJ (jer će inače biti izvedeni pred ratni sud i suđeni kao izdajnici naroda), dakle baš na dan kada je Pavelić na sjednici svoje vlade razriješio ministre Lorkovića i Vokića. Prema izvorima NOP-a u razdoblju od 1. do 15. rujna 1944. godine prebjeglo je iz raznih uporišta samo jedinicama Istočne grupe odreda (Bjelovar) 245 neprijateljskih vojnika s kompletnim naoružanjem.

### Drugi utjecajni krugovi skloni prijelazu na stranu Saveznika
Novinar Ante Ciliga piše nakon II. svjetskog rata da su dva glavna »proengleska punkta« u Zagrebu bili u to doba redakcija novina »Spremnost« u kojima je on sam pisao, te Kaptol na čelu s nadbiskupom Stepincem. Na temelju osobnih kontakata s krugovima koji su podržavali Urotu Lorković-Vokić, pa i sa samim Alojzijem Stepincem, računalo se da će prelazak NDH na stranu saveznika Alojzije Stepinac, koji je u narodu uživao visoki moralni autoritet, odlučno podržati.

## Urotnici
- Mladen Lorković, ministar unutarnjih poslova
- Ante Vokić, ministar oružanih snaga
- Franjo Šimić, general Domobranstva i bitan čimbenik urote. On je trebao dočekati britanske i američke snage nakon iskrcavanja na dalmatinsku obalu
- Ivan Babić, pukovnik u Domobranstvu koji je bio poveznica sa savezničkim snagama u Italiji
- Ivanko Farolfi
- Ljudevit Tomašić
- Ivan Klišanić, pukovnik u Domobranstvu koji je trebao reorganizirati Hrvatske oružane snage. Kasnije uhićen i ubijen u logoru Jasenovac.
- Branko Benzon, veleposlanik u Bukureštu i Budimpešti, spominje se kao blizak urotnicima.[19]

## Polemike
I dan-danas je tema debata tijek rata na području prijeratne Kraljevine Jugoslavije ako bi urota uspjela, te kako bi to područje izgledalo nakon rata. 
Neki su spremni vjerovati da, ako bi urota uspjela, bilo osigurano očuvanje hrvatske države i nakon rata - što je i bila glavni cilj kojega su si zadavali urotnici - te komunistima ne bi bilo dopušteni formirati vladu. Takav je ishod uistinu malo vjerojatan zbog:
- savezničkog odustajanja od invazije na Balkanu na Teheranskoj konferenciji krajem 1943. godine, gdje je odlučeno za invaziju u sjevernoj Francuskoj (ta strateška odluka urotnicima nikako nije moglo biti pozata), te zbog
- priznavanja Partizana savezničkim snagama u Kraljevini Jugoslaviji, o čemu je odlučeno na istoj međunarodnoj konferenciji, uz formiranje vlade Tito-Šubašić pod patronatom saveznika u lipnju 1944. godine. Ovi politički događaji jednostavno nisu ostavili mjesta za očuvanje NDH.

Sve je to eventualno ostavljalo stanovitu mogućnost da Domobranstvo počne surađivati s NOVJ kao nekakav akter na ostvarivanje ciljeva kakve je u jugoslavenskoj politici postigao HSS pred II. svjetski rat (uostalom je HSS-ovac Ivan Šubašić bio uvažavan kao ključna figura u novoj jugoslavenskoj vlasti, barem kod zapadnih saveznika). Za takvu restauraciju Jugoslavije s obnovljenom Banovinom Hrvatskom,  međutim, po svemu sudeći nije postojala dovoljna spremnost u samim vojnim postrojbama - kako onima koje su pripadale NDH, tako ni kod NOVJ, gdje su hrvatski partizani procjenjivali da će nacionalne ciljeve bolje ostvariti stvaranjem Federalne Države Hrvatske, bez suradnje s ratnim neprijateljem.
HSS, pak, u situaciji kad su u poslijeratnoj Jugoslaviji svu vojnu moć držali komunisti, pokazat će se posve nemoćnim da postigne bilo kakve svoje ciljeve - neovisno o tome što o njima mislili zapadni saveznici.